# Kullagret
Kullagret var ett program med roliga sketcher, enligt egen uppgift tjänstemannaunderhållning från humornämnden med Kjell Bergqvist, Johannes Brost, Maria Lindström, Mona Seilitz och Lars-Åke Wilhelmsson. Programmet hade premiär den 7 februari 1986 och gick i sju avsnitt på fredagar. Förutom den fasta ensemblen deltog även gäster i varje avsnitt.
Detta var första TV-framträdandet för Lars-Åke Wilhelmssons figur Babsan som då kallades Baby Doll Karlsson.
Producent Leif Aldal

## Medverkande
- 7 februari 1986 - Magnus Härenstam
- 14 februari 1986 - Björn Skifs, Pierre Dahlander, Ingalill Andersson
- 21 februari 1986 -
- 28 februari 1986 - Per Eggers, Magnus Härenstam, Michael Segerström
- 7 mars 1986 -
- 14 mars 1986 - Per Eggers, Björn Granath
- 21 mars 1986 - Carl-Gustaf Lindstedt, Per Eggers, Pierre Dahlander